# Mestosoma forsteri
Mestosoma forsteri är en mångfotingart som beskrevs av Kraus 1956. Mestosoma forsteri ingår i släktet Mestosoma och familjen orangeridubbelfotingar. Inga underarter finns listade i Catalogue of Life.